# Kováts Nóra
Kováts Nóra (Károlyfalva, 1931. június 13. – Miami, 2009. január 18.) Kossuth-díjas magyar balettművész.

## Életpályája
Édesanyja tanítónő volt Károlyfalván. Neményi Lili javaslatára került az Operaház balettiskolájába. Mesterei Kőszegi Margit és Nádasi Ferenc voltak. 1944-ben lett az Operaház magántáncosa. Rab Istvánnal közösen tanulmánykörúton jártak először Moszkvában, majd Leningrádban, ahol Agrippina Vaganova különösen nagyra értékelte Kováts tehetségét. 1952-ben a Bán Frigyes rendezésében készült Első fecskék című film női főszerepét játszotta.  Férjével, Rab Istvánnal 1953 májusában egy Kelet-Berlini turné  alkalmával disszidáltak. A világhírű menedzser, Sol Hurok karolta fel őket. Először Nyugat-Berlinben, a Royal Petit Ballet de Paris-ban léptek föl, majd Londonban a Festival Balletben, s táncoltak a Marquis de Cuevas társulatában is. Később az Amerikai Egyesült Államokba települtek át. Többnyire szórakozóhelyeken léptek fel, majd 1969-ben megalapították közös balettiskolájukat. 1993-ban és 2000-ben hazalátogatott Magyarországra. Rab Istvántól elvált, kétszer újraházasodott.

## Színpadi szerepei
- Messzerer: A hattyúk tava....Odette/Odilia
- Bartók Béla–Vashegyi Ernő: A fából faragott királyfi....Királykisasszony
- Zaharov: A bahcsiszeráji szökőkút....Zaréma
- Delibes: Coppélia....Swanilda
- Kenessey Jenő–Harangozó Gyula: A keszkenő....Sári
- Vajnonen: Párizs lángjai....Jeanne

## Filmjei
- Első fecskék (1952)